# Anello Zeta
L'anello zeta ζ o 1986U2R ruota attorno ad Urano; la sua scoperta non è certa perché non è stata confermata dalle foto prese da Voyager 2. Se fosse confermato, sarebbe l'anello più interno del pianeta, ancor più dell'Anello 6. Ruota ad una distanza di circa 38 000 km, con una larghezza di 2 500 km; come gli altri è molto sottile.